# Sudańskie Muzeum Narodowe

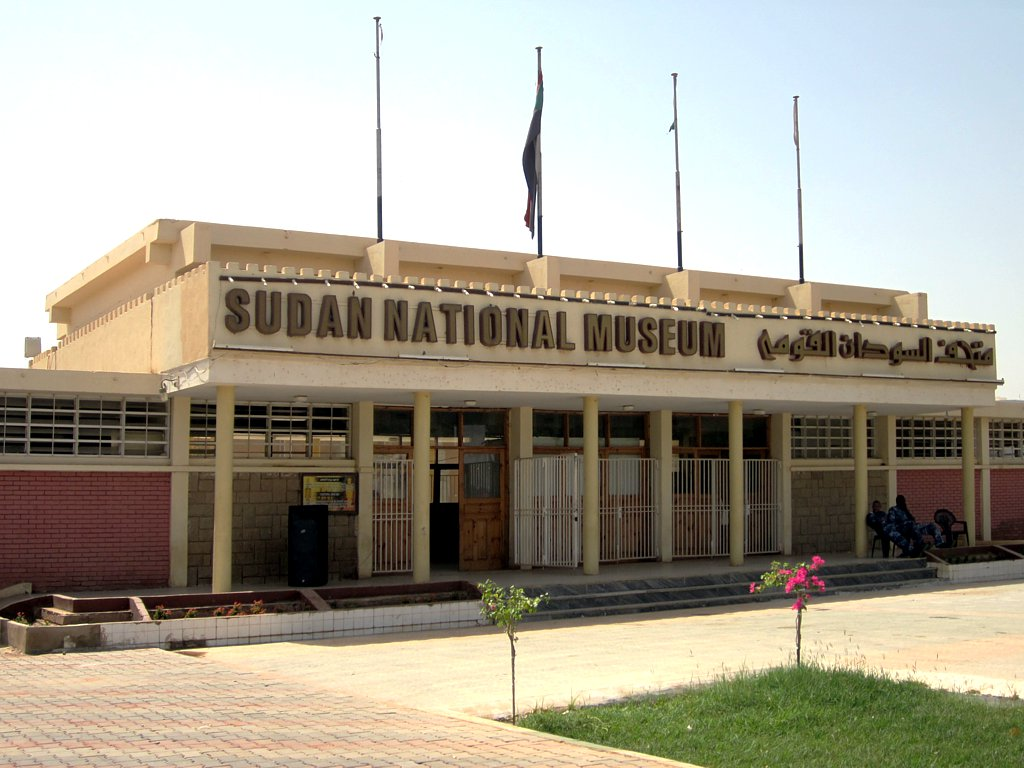
Główne wejście do siedziby muzeum

Sudańskie Muzeum Narodowe (arab. ‏متحف السودان القومي‎, ang. Sudan National Museum; czasem tłumaczone jako Muzeum Narodowe Sudanu) – instytucja kultury, naczelne muzeum dokumentujące kulturę, historię i sztukę Sudanu. Mieści się w Chartumie. Dyrektorem muzeum jest Ghalii gar el-Nabi.
Muzeum posiada bogate zbiory sztuki nubijskiej, szczególnie z okresu chrześcijańskiego. W latach 90. XX wieku prof. Włodzimierz Godlewski wraz z zespołem rozpoczął katalogowanie bogatych zbiorów epigraficznych w językach greckim i koptyjskim, jakie znajdują się w zbiorach muzeum. Trwające ponad dekadę prace zaowocowały wydaniem w 2003 dwóch monumentalnych monografii.
W muzeum znajduje się sudańska część zabytków wydobytych przez zespół prof. Kazimierza Michałowskiego w Faras podczas tzw. kampanii nubijskiej. Mniejsza część odkrytych i zabezpieczonych zabytków znajduje się w Galerii Faras im. Profesora Kazimierza Michałowskiego w warszawskim Muzeum Narodowym.